# Гњевково
Гњевково (пољ. Gniewkowo) град је у Пољској у Војводству кујавско-поморском. По подацима из 2012. године број становника у месту је био 7368.
.

## Становништво
| 2012. |
| ----- |
| 7.368 |